# World Baseball Classic
World Baseball Classic je turnaj národních reprezentačních týmů v baseballu, který je organizován Mezinárodní baseballovou federací (IBAF). Zaveden byl do programu v roce 2006 a je v současnosti vrcholnou světovou soutěží národních týmů. Do roku 2011 se paralelně hrál Baseball World Cup (Světový pohár), jehož vítěz získával titul mistra světa, a do roku 2008 také olympijský turnaj. Po vyřazení baseballu z programu olympijských her a poté, co se IBAF rozhodla nepokračovat v pořádání Světového poháru, se turnaj World Baseball Classic stal hlavním soutěží národních týmů. Na rozdíl od svých předchůdců turnaj umožňuje větší účast nejlepších profesionálů včetně hráčů Major League Baseball. Turnaje se původně účastnilo šestnáct pozvaných týmů. Od roku 2013 je dvanáct týmů nasazeno do hlavní soutěže a dalších šestnáct do kvalifikace, kde se bojuje o zbylá čtyři místa v hlavní soutěži.  Do kvalifikace byla pozvána také Česká republika. Od roku 2023 se turnaje účastní celkem dvacet týmů, z toho šestnáct je nasazeno přímo do hlavní soutěže a o zbylá čtyři místa se bojuje v kvalifikaci. V roce 2022 se poprvé v historii kvalifikovala Česká republika na World Baseball Classic 2023. Vítězný tým každého World Baseball Classic je odměněn velkou stříbrnou trofejí. Japonsko je historicky nejlepší země na World Baseball Classic, vyhrálo turnaj celkem třikrát (2006, 2009, 2023)

## Historie
Prozatím se konalo pět ročníků World Baseball Classic – v letech 2006, 2009, 2013, 2017 a 2023. World Baseball Classic 2023 se měl původně uskutečnit v roce 2021, ale z důvodu covidu byl odložen. Další turnaj se uskuteční v roce 2026.

### Výsledky
| Ročník | Rok  | Místo finále  | Finále                 | Finále | Finále      | Poražení semifinalisté | Poražení semifinalisté | Počet účastníků |
| Ročník | Rok  | Místo finále  | Vítěz                  | Skóre  | 2. místo    | 3. místo               | 4. místo               | Počet účastníků |
| ------ | ---- | ------------- | ---------------------- | ------ | ----------- | ---------------------- | ---------------------- | --------------- |
| 1.     | 2006 | San Diego     | Japonsko               | 10–6   | Kuba        | Jižní Korea            | Dominikánská republika | 16              |
| 2.     | 2009 | Los Angeles   | Japonsko               | 5–3    | Jižní Korea | Venezuela              | USA                    | 16              |
| 3.     | 2013 | San Francisco | Dominikánská republika | 3-0    | Portoriko   | Japonsko               | Nizozemsko             | 16              |
| 4.     | 2017 | Los Angeles   | USA                    | 8-0    | Portoriko   | Japonsko               | Nizozemsko             | 16              |
| 5.     | 2023 | Miami         | Japonsko               | 3-2    | USA         | Mexiko                 | Kuba                   | 20              |
| 6.     | 2026 | Miami         |                        |        |             |                        |                        | 20              |

### Hodnocení
| Pořadí | Tým                    | 1.místo              | 2.místo        | 3.místo        | 4.místo        | Celkem |
| ------ | ---------------------- | -------------------- | -------------- | -------------- | -------------- | ------ |
| 1.     | Japonsko               | 3 (2006, 2009, 2023) | 0              | 2 (2013, 2017) | 0              | 5      |
| 2.     | USA                    | 1 (2017)             | 1 (2023)       | 0              | 1 (2009)       | 3      |
| 3.     | Dominikánská republika | 1 (2013)             | 0              | 0              | 1 (2006)       | 2      |
| 4.     | Portoriko              | 0                    | 2 (2013, 2017) | 0              | 0              | 2      |
| 5.     | Jižní Korea            | 0                    | 1 (2009)       | 1 (2006)       | 0              | 2      |
| 6.     | Kuba                   | 0                    | 1 (2006)       | 0              | 1 (2023)       | 2      |
| 7.     | Venezuela              | 0                    | 0              | 1 (2009)       | 0              | 1      |
| 8.     | Mexiko                 | 0                    | 0              | 1 (2023)       | 0              | 1      |
| 9.     | Nizozemsko             | 0                    | 0              | 0              | 2 (2013, 2017) | 2      |

### Nejužitečnější hráč
Nejvýznamnějším oceněním za individuální výkon v průběhu turnaje je cena pro nejužitečnějšího hráče. Hráč který vyhraje, obdrží po finále trofej MVP turnaje.
| Rok  | Hráč              | Pozice           | Národnost              |
| ---- | ----------------- | ---------------- | ---------------------- |
| 2006 | Daisuke Matsuzaka | První nadhazovač | Japonsko               |
| 2009 | Daisuke Matsuzaka | První nadhazovač | Japonsko               |
| 2013 | Robinson Canó     | Druhý metař      | Dominikánská republika |
| 2017 | Marcus Stroman    | První nadhazovač | USA                    |
| 2023 | Shohei Ohtani     | První nadhazovač | Japonsko               |